# Yellow Umbrella
Yellow Umbrella ist eine internationale Reggae- und Ska-Band aus Dresden.

## Geschichte
Yellow Umbrella wurden 1994 in Dresden gegründet. Bis 1997 entwickelte sich die heutige Stammbesetzung, mit leichten Umbesetzungen. Die Musiker der Band kommen aus Frankreich, Spanien, den USA und Deutschland.
Von 1997 bis 2003 spielte die Band mehr als 600 Konzerte und trat u. a. in Deutschland, Frankreich, Polen, Spanien, Tschechien, der Slowakei, Italien, der Niederlande, Dänemark und der Schweiz auf. Nach einer kurzen Phase der Auflösung und einer Abschiedstour 2003 gab die Band 2005 ihr Comeback und veröffentlichte seitdem fünf Alben auf dem Berliner Label Pork Pie. Ihr Musikstil mischt Reggae und Ska mit Einflüssen aus Klezmer, arabischer Musik und anderen Stilrichtungen.
Ehemalige Mitglieder sind Enrico Mildner, Marco Pfennig, Harald Bohner, Falk Reinhard, Uli Schröder, Jan Kalb, Thomas Pätzold, Henning Schmitz-Peiffer, Phillipp Kamprath-Scholz, Alex Buck, Marcus Kesselbauer, Oliver Salzmann, Urbain Flori, Andreas Wendland. 
2015 fand die Band überregional Beachtung, als sie sich in ihrem Lied No Pegida gemeinsam mit Ronny Trettmann und Tiny Dawson gegen die fremdenfeindliche Bewegung Pegida stellte. Das Lied lief mehrere Wochen in vielen Radiostationen Deutschlands. Yellow Umbrella trat in diesem Rahmen mit Herbert Grönemeyer, Silly, Wolfgang Niedecken, Gentleman, Sarah Connor und anderen vor der Frauenkirche für ein weltoffenes Dresden ein.
Seit 2010 bringt die Band regelmäßig Kinderbücher mit dem Reggaehasen Boooo beim Verlag Voland & Quist heraus. Im November 2016 erschien ihr 13. Album mit dem Titel "Hooligans of Love". 

## Werke

### Diskografie
- 1996: Offbeat
- 1999: Marie Juana
- 2001: Flight No. 20-8-3
- 2002: Les Schuhkarton-Tapes (live)
- 2003: Brothers in Style (Split-Single mit The Special Guests)
- 2003: Stoned-Steady
- 2003: Rasta la Vista, Baby! (DVD)
- 2007: Little Planet
- 2008: Same Same - But Different
- 2008: Nikolaus Reggae Party (EP)
- 2010: A Thousand Faces
- 2011: Live at the Groovestation (live)
- 2016: Hooligans of Love
- 2019: Die Große Reggaehase Boooo Revue

### Kinderbücher
- 2010: Der Reggaehase Boooo und der König der nicht mehr tanzen wollte oder konnte (Buch mit CD, ISBN 3938424508)
- 2013: Der Reggaehase Boooo und die rosa Monsterkrabbe (ISBN 3863910060)
- 2015: Der Reggaehase Boooo und der gute Ton (Buch mit CD, ISBN 3863911008)
- 2018: Der Reggaehase Boooo und das Feuer der Wut (Buch mit CD, ISBN 9783863912017)